# 感染って発情アクメ菌! -精にまみれた女学園-
『感染って発情アクメ菌! -精にまみれた女学園-』（うつってはつじょうアクメきん せいにまみれたじょがくえん）は、softhouse-sealが2010年6月25日に発売したアダルトゲームである。

## 概要
主に保健室が舞台となり、物語が進むアドベンチャーゲーム。また、保健室の片隅に用意したラボで3種類の素材を混ぜ合わせてウイルスを創るという、パズル的要素もある。その創ったウイルスによってヒロインとのフラグが立つ。2012年6月29日発売の『seal Best collection3 seal vs. Re:verse -俺よりエロい奴に会いに行く…- 』に収録された。

## あらすじ
モテモテになりたい野望を抱く主人公の明石一は、女学園へ赴任して保健室の先生となったが、現実は平凡で進展のない毎日を過ごしていた。やがて、自暴自棄となった一は少女をその気にさせるウイルスを開発し、それを利用して彼女たちとHをしまくろうと試みる。かくして、同じ女学園へ通う妹や幼馴染の女教師、そして生徒の母も巻き込む、一の野望と欲望に満ちた研究が始まった。

## 登場人物
明石 一（あかし はじめ）
主人公。容姿は良くモテるタイプだが、実際に女性と付き合ったことはないなど、女運が悪い。学生時代から一人暮らしをしており、家事全般は一通りこなせる。大学時代に暇潰しに漫画やアニメにハマッていた時期があるため、凛子とは話が合う。
念願の女学園で保健室の先生となったが、何の進展もないために自暴自棄となり、得意分野のウイルス学で開発したウイルスで少女を淫らな気分にさせ、Hしようと試みる。
明石 柚子（あかし ゆずこ）
声 - 沢代りず / スリーサイズ - B89.W53.H85
一の妹。一のことが好きで、小さい頃からの思い出をノートに書いているほどに愛している。過去に両親にその想いを告白したが、きつく諭されて以降はその想いを隠していた。しかし、一が女学園へ赴任したと知るやそこへ入学。通学のためと一のアパートへ同居し、あわよくば既成事実を作ろうと目論んでいる。世話焼きでよく一を諭しているが、彼に頭を撫でられて褒められると機嫌が良くなるツンデレ。また、運動神経抜群のスポーツ派で、童顔と巨乳の持ち主でもある。
源 凛子（みなもと りんこ）
声 - 早乙女碧 / スリーサイズ - B84.W54.H85
女子校の3年生で生徒会長。容姿端麗で成績優秀、人柄の良さから全校生徒や先生から「学園の聖母マリア様」と呼ばれて慕われており、中には「お姉様のためなら犯罪行為にも手を染める」とまで言う信者もいるほど。周りからは上流家庭のお嬢様で趣味も上品なものばかりと思われているが、実際は普通の家に住んでおり、趣味は深夜アニメの観賞とスーパーマーケットのタイムサービスでお買い得品を集めて料理するといった、ごく庶民の生活をしている。深夜アニメ『冥土少女』を通じて意気投合した一へ、自らの美化された印象を改善して普通の少女らしい学園生活を送りたいと悩みを打ち明けた。
柏木 ちせ（かしわぎ ちせ）
声 - 豊ノ加いちご / スリーサイズ - B78.W52.H81
柚子と同級生で、三度の飯より本が好きという文学少女。しかし、授業中でもお構い無しに読むその重度の読書好きが先生達から問題視され、周りに注意されず静かに読書できる所を求めて保健室へ入り浸るようになった。気配を消すことが得意で、何事も計算ずくと窺えるその行動力から、「人間ステルスコンピューター」と呼ばれている。
吉良 梢（きら こずえ）
声 - のらのねこ / スリーサイズ - B84.W54.H86
一の幼馴染で同じ女学園の教師。また、幼・小・中・高・大、そして同じ女学園との腐れ縁。柚子以外の女性では、一が唯一気軽に話せる相手。普段は平凡な教師だが、眼鏡を外すと人格が180度変わって荒々しく何かと噛む癖を見せるため、生徒達も眼鏡だけは外させてはならないと恐れている。